# Reclaim the City
Reclaim the City (engelska för Återta staden) är namnet på en serie gatufester som hölls vid slutet av 1990-talet och början av 2000-talet, ursprungligen arrangerade i Sverige av en löst sammansatt aktivistgrupp kallad Gatans parlament eller Peppbrigaden.  Idén med gatufester som politisk manifestation har sina rötter i den engelska rörelsen Reclaim the Streets, och kan även ha hämtat inspiration från situationismen.  Arrangemangen har vid flera tillfällen urartat i upplopp med omfattande skadegörelse.

## 18 september 1999
Vid den första gatufesten i september 1999 på Götgatsbacken på Södermalm i Stockholm greps 243 personer. Så här beskrivs upptakten till festen i ett vänsternyhetsbrev:

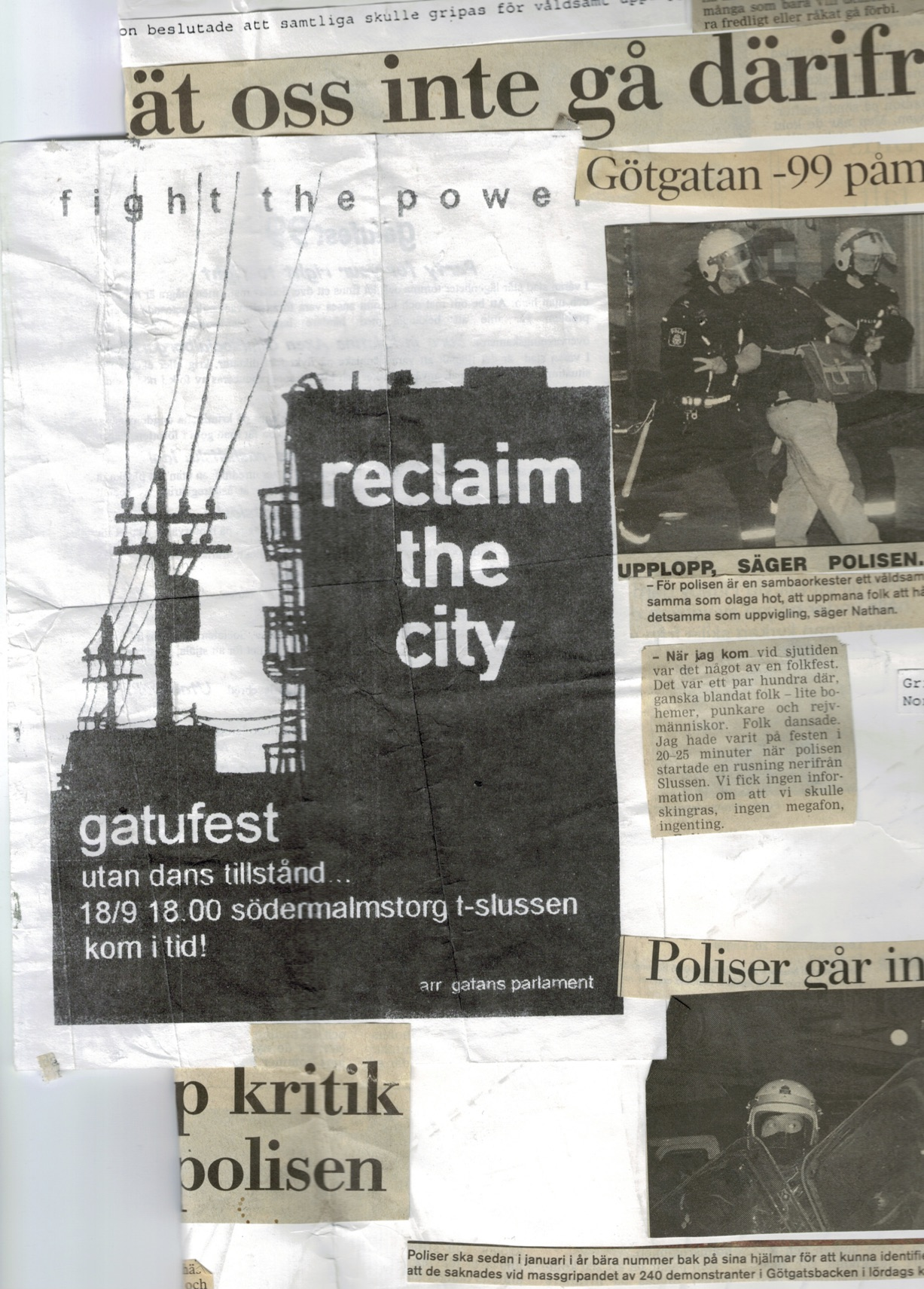
Flygbladet som delades ut inför gatufesten den 18 september 1999

Det var en kampanjegrupp som under parollen "Reclaim the city" hade kallat till gatufest på Södermalmstorg klockan sex på lördagskvällen. Runt 450 personer samlades och gick upp till puckel på Götgatan.Götgatan spärrades av med banderoller och området förvandlades till en gatufest med musik, mat, brasor, jonglörer och dans.

En lastbil med stor högtalaranläggning kördes in och snart dansade de flesta. Svarta reaggekillar rappade live till DJ:arna. Folk tände eldar i oljefat, det fanns bokbord och folkkök. Över hela gatan skrev någon med en roller "Fight the power" i röd färg och snart fylldes gatan av målningar. Någon hade med sig stora spånskivor och målade Fuck cops som snabbt omringades av tags. Festen var ett faktum.
Gruppen Gatans parlament arrangerade festen. I boken "Motståndets estetik" tas bakgrunden till festen också upp:
Initiativ till den första festen i Stockholm kom från folk med bakgrund i graffitin och i den autonoma vänstern som ville hitta nya sätt att påverka genom att samla människor på ett lekfullt sätt med musik, mat, konst och DJ's.
Det slutade dock i massgripande, men inget som ledde till åtal. Svenska Dagbladets läsare var splittrade mellan de som tyckte "Det var så här polisen gjorde i Polen 1968" och de som tyckte att "diverse punkare och drägg" var ansvariga. Lördagen efter samlades 2 000 personer i ett protesttåg mot polisvåld som avlöpte utan incidenter.

## Senare gatufester
Vid en kravall den 1 maj 2006 i Stockholm greps 130 personer varav 3 senare anhölls, och samhällskostnaden bedömdes till cirka 2,4 miljoner kronor. Den 1 maj 2007 omhändertogs ett 50-tal ungdomar efter vandalism längs Hornsgatan.
Reclaim the City har senare arrangerat gatufester den första maj några år i rad i Stockholm, bland annat på Folkungagatan vid Medborgarplatsen, Södermalm, och på Stureplan, Östermalm. I Malmö har olika Reclaim-arrangemang mötts av oro från boende i de berörda områdena. Inför Reclaim Västra Hamnen (Malmö) bildade några av de boende ett medborgargarde för att bemöta gatufesten, trots polisens invändningar. 